# 鰺の押し寿司

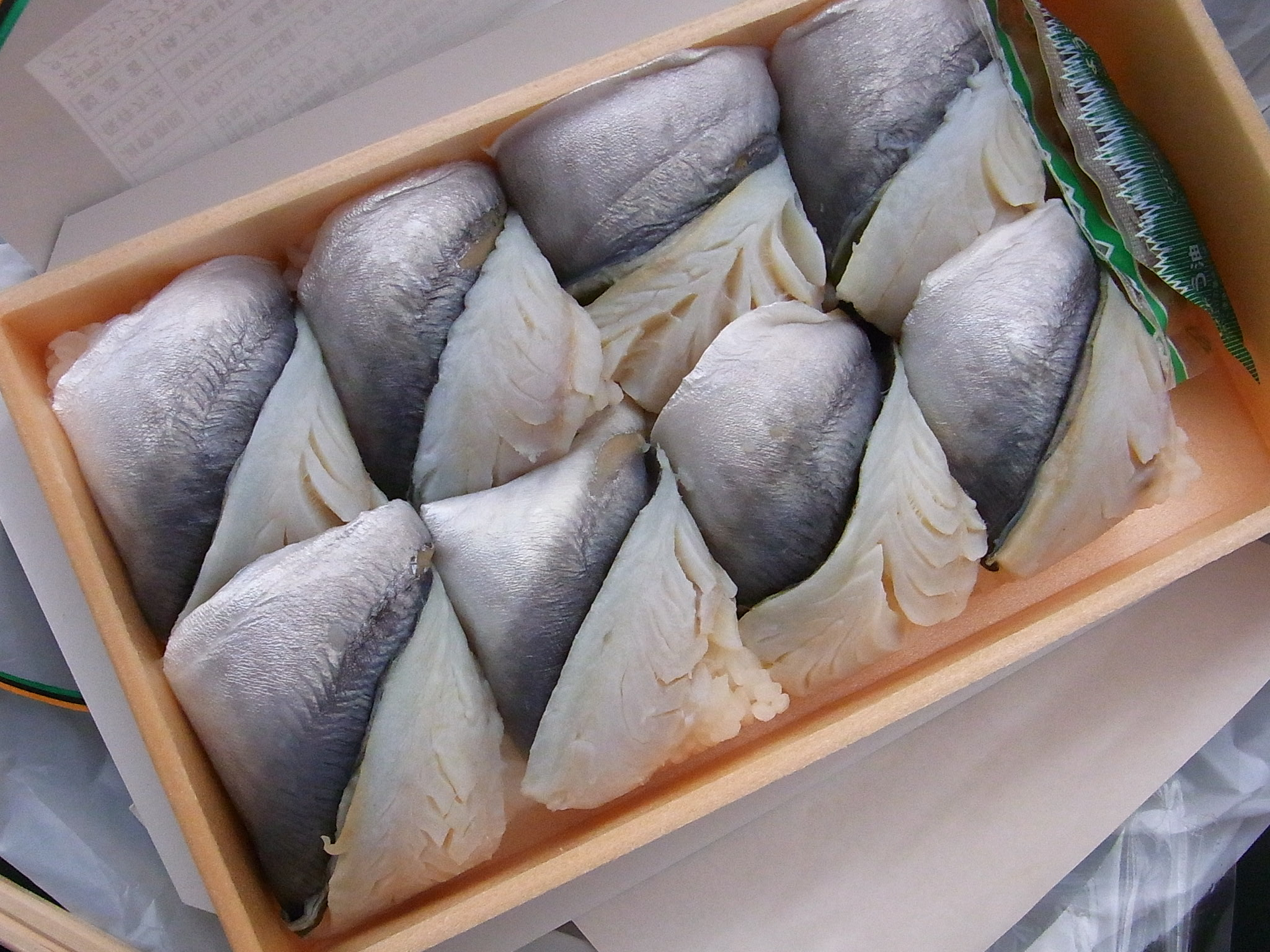
鯵の押し寿司

鰺の押し寿司（あじのおしずし）は主に関東から九州にかけての太平洋側の漁港に見られる郷土料理である。

## 概要
主に小型の鰺を使用し、酢飯と塩漬けされた鰺を型で押し固めた押し寿司の一種。地域により、駅弁、土産物としても売られていることもある。

## 製法
1. 鰺を三枚におろし、皮を剥く。
2. 薄い塩水を作成し、剥いた鰺をその中で洗う。
地方によって塩水ではなく塩をすり込み、その後、水で洗う場合もある。
また、塩水で数時間漬けておく場合もある。
3. 木型などの型枠に酢飯を入れ、その上に鰺を載せる。
地域によっては2段程度に重ねる場合もある。
4. 重しを載せ、暫く置き完成。

## 駅弁
駅弁としては、神奈川県鎌倉市の大船駅（大船軒製）と小田原市の小田原駅（東華軒製）のものがよく知られている。東海道本線の国府津駅、伊豆箱根鉄道の修善寺駅でも売られている。